# Biarctus sordidus
Biarctus sordidus е вид десетоного от семейство Scyllaridae. Видът не е застрашен от изчезване.

## Разпространение и местообитание
Разпространен е в Австралия (Западна Австралия, Куинсланд, Нов Южен Уелс и Северна територия), Виетнам, Индия (Керала, Махаращра и Тамил Наду), Индонезия (Малуку, Папуа, Суматра и Ява), Китай (Фудзиен), Кувейт, Малайзия (Западна Малайзия и Сабах), Сингапур, Тайланд, Филипини, Хонконг и Шри Ланка.
Обитава крайбрежията и пясъчните дъна на океани, морета, заливи и рифове. Среща се на дълбочина от 25 до 27,5 m, при температура на водата около 27,7 °C и соленост 34,3 ‰.